# Vadalà (cognome)
Vadalà è un cognome di lingua italiana.

## Varianti
Badalà, Badalacco, Badalato, Bagalà, Vagalà, Valada, Vavalà.

## Origine e diffusione
Cognome tipicamente calabrese, è presente prevalentemente nel reggino e nella Sicilia orientale.
Potrebbe derivare dal prenome arabo Abd Allah ed essere, quindi, affine al cognome greco Badalās e al cognome arabo Abdullah.

## Persone
- Giuseppe Vadalà Papale – giurista e accademico italiano
- Giuseppina Vadalà – patriota italiana